# Wilhelm Zethelius
Henrik Wilhelm Zethelius, född den 2 maj 1862 i Stockholm, död där den 16 september 1940, var en svensk jurist.
Zethelius blev student vid Uppsala universitet 1879 och avlade juris utriusque kandidatexamen där 1886. Han blev vice häradshövding 1888, tillförordnad fiskal i  Svea hovrätt 1891, adjungerad ledamot där 1893, ordinarie fiskal 1895, assessor 1898 och revisionssekreterare 1903 (tillförordnad 1900). Zethelius var häradshövding i Kinnefjärdings, Kinne och Kållands domsaga 1905–1932 samt ledamot av lagbyrån 1905 och 1906. Han var ordförande för stadsfullmäktige i Lidköping 1911–1923. Zethelius blev riddare av Nordstjärneorden 1904 samt kommendör av andra klassen av Vasaorden 1922 och av Nordstjärneorden 1924. Han tilldelades Illis quorum meruere labores 1929.